# Wright R-2600
Der Wright R-2600 Cyclone 14 ist ein luftgekühlter Flugmotor des US-amerikanischen Herstellers Curtiss-Wright. Der Doppelsternmotor mit 14 Zylindern wurde ab 1935 entwickelt und war während des Zweiten Weltkrieges einer der am häufigsten verwendeten US-Flugzeugmotoren.
Die Entwicklung begann 1935, als sich abzeichnete, dass sich zwischen dem bewährten Wright R-1820 und dem Wright R-3350 leistungsmäßig eine Lücke auftun würde. Das Ergebnis war der ab Februar 1937 in Großserie gefertigte und mit einem Radialkompressor ausgerüstete R-2600. Die Luftschraube wurde dabei über ein Propellergetriebe mit einem Übersetzungsverhältnis i von 16:9 angetrieben.
Die aus drei Teilen bestehende Kurbelwelle war rollengelagert. Das einteilige Hauptpleuel besaß eine Gleitlagerung. Das Kurbelwellengehäuse bestand aus geschmiedetem Stahl.
Es kam zunächst zu Problemen mit der Motorschmierung, die jedoch mit Hilfe des National Advisory Committee for Aeronautics (NACA) ausgeräumt werden konnten. Später führten Überhitzungsprobleme zu einem Tausch des Vergasers gegen einen des Fabrikats Holley. Bis Februar 1944 wurden sämtliche R-2600 im Werk Lockland bei Cincinnati hergestellt. Insgesamt wurden 85.374 Motoren bis Januar 1946 gefertigt.
Mit diesem Triebwerk wurden unter anderem die Boeing 314, Brewster SB2A, Curtiss SB2C, Douglas A-20, Douglas B-23, Grumman TBF, Lioré & Olivier LeO 451, Lockheed B-37, Martin PBM, Martin Baltimore und die North American B-25 ausgerüstet.

## Varianten und Leistung
- R-2600-3 – 1600 hp (1194 kW)
- R-2600-9 – 1700 hp (1268 kW)
- R-2600-12 – 1700 hp (1268 kW)
- R-2600-13 – 1700 hp (1268 kW)
- R-2600-20 – 1900 hp (1420 kW)
- R-2600-22 – 1900 hp (1420 kW)
- R-2600-23 – 1600 hp (1194 kW)
- R-2600-29 – 1850 hp (1380 kW)
- R-2600-94 – 1700 hp (1268 kW)
- GR-2600-A5B – 1500…1700 hp (1118…1268 kW)
- GR-2600-A71 – 1300 hp (969 kW)
- GR-2600-C14 – 1750 hp (1304 kW)

## Technische Daten
| Wright R-2600-C14:   |                                                                                                 |
| Kenngröße            | Daten                                                                                           |
| Bohrung              | 155,6 mm                                                                                        |
| Hub                  | 160,2 mm                                                                                        |
| Hubraum              | 42,65 l                                                                                         |
| Länge                | 1576 mm                                                                                         |
| Durchmesser          | 1397 mm                                                                                         |
| Gewicht              | 930 kg                                                                                          |
| Ventiltrieb          | OHV                                                                                             |
| Ventile pro Zylinder | 2, Auslass Natriumgekühlt.                                                                      |
| Kompressor           | Einstufiger Zentrifugallader mit 280 mm Durchmesser mit 2 Gängen. Übersetzung 7,06 oder 10,06:1 |
| Vergaser             | 1 × Stromberg PR48A (Fallstromvergaser)                                                         |
| Schmierung           | Trockensumpfschmierung mit einer Druck- und zwei Rückförderpumpen.                              |
| Leistung             | 1.305 kW (1.750 hp) bei 2.600/min in 975 m                                                      |
|                      | 1.080 kW (1.450 hp) bei 2.600/min in 4.575 m                                                    |
| Literleistung        | 30,6 kW/l                                                                                       |
| Verdichtung          | 6,9:1                                                                                           |
| Kraftstoff           | Flugbenzin, 100 Oktan                                                                           |